# (S,S)-butandiol dehidrogenaza
(S,S)-butandiol dehidrogenaza (EC 1.1.1.76, L-butandiol dehidrogenaza, L-BDH, L(+)-2,3-butandiol dehidrogenaza (formira L-acetoin), (S)-acetoin reduktaza (formira (S,S)-butan-2,3-diol)) je enzim sa sistematskim imenom (S,S)-butan-2,3-diol:NAD+ oksidoreduktaza. Ovaj enzim katalizuje sledeću hemijsku reakciju
()-butan-2,3-diol + NAD+ {\displaystyle \rightleftharpoons } ()-acetoin + NADH + H+
Ovaj enzim katalizuje reverzibilnu redukciju (S)-acetoina do (S,S)-butan-2,3-diol. On takođe može da katalizuje ireverzibilnu redukciju diacetila do (S)-acetoina.

## Literatura
- Nicholas C. Price; Lewis Stevens (1999). Fundamentals of Enzymology: The Cell and Molecular Biology of Catalytic Proteins (Third изд.). USA: Oxford University Press. ISBN 019850229X.
- Eric J. Toone (2006). Advances in Enzymology and Related Areas of Molecular Biology, Protein Evolution (Volume 75 изд.). Wiley-Interscience. ISBN 0471205036.
- Branden C; Tooze J. Introduction to Protein Structure. New York, NY: Garland Publishing. ISBN 0-8153-2305-0.
- Irwin H. Segel. Enzyme Kinetics: Behavior and Analysis of Rapid Equilibrium and Steady-State Enzyme Systems (Book 44 изд.). Wiley Classics Library. ISBN 0471303097.

## Spoljašnje veze
- (S,S)-butanediol+dehydrogenase на 